# Piazza della Repubblica (Alcamo)
Piazza della Repubblica è la più grande piazza di Alcamo, comune della provincia di Trapani. È situata nel centro storico della città. 

## Storia

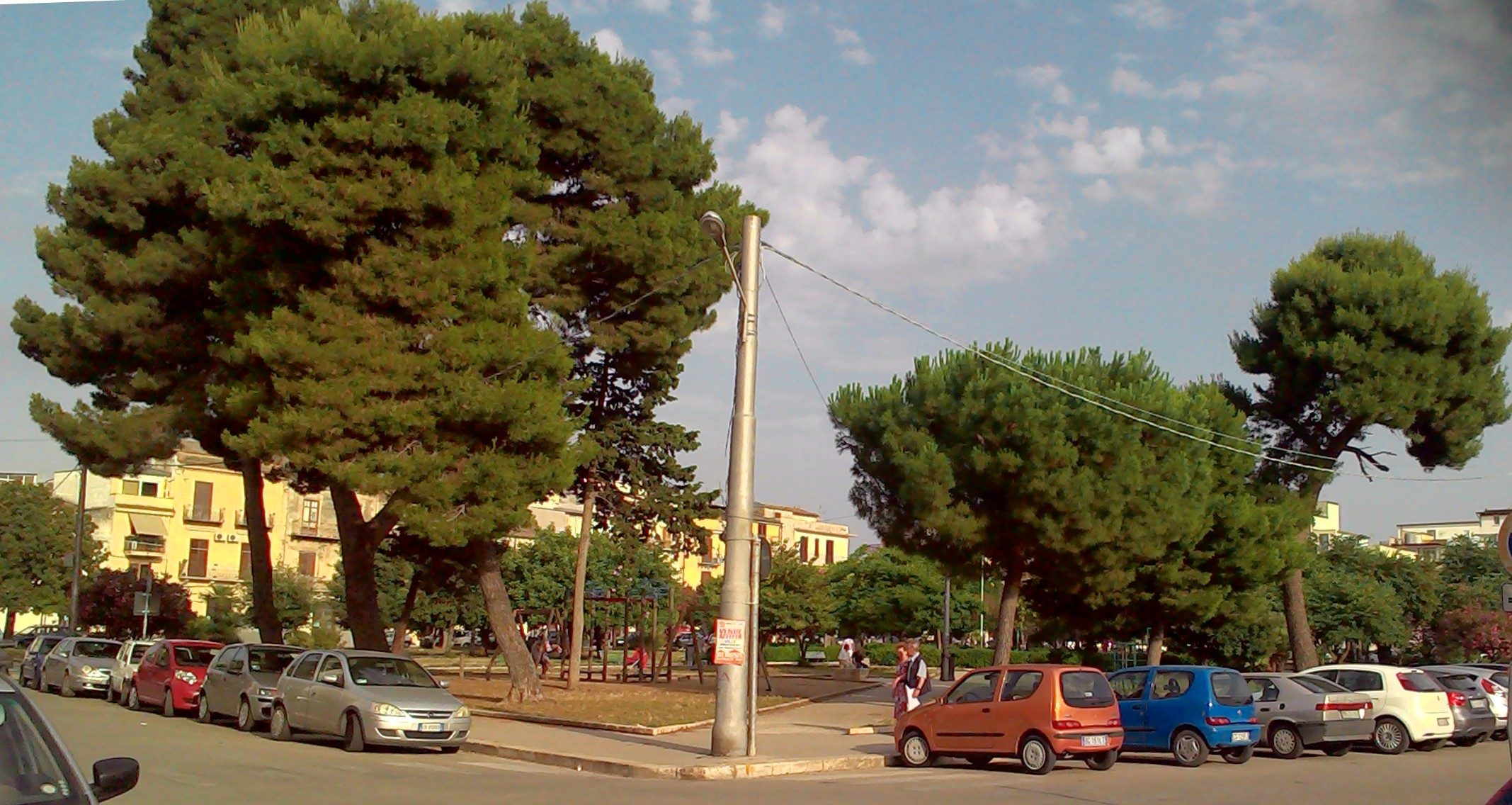
La piazza vista dal lato nord

La sua origine si fa risalire alla metà del XIV secolo: è nata come piazza d'armi per le esercitazioni militari.
L'unico edificio allora esistente era la Chiesa di Santa Maria di Gesù e il suo convento dei Frati Minori a sud di essa, mentre sui lati della piazza si trovavano solo dei piccoli fabbricati rurali.
Nel primo Ottocento il castello venne ceduto al Comune da parte degli ultimi Conti di Modica, e di conseguenza la piazza cessò di avere l'uso per il quale era stata creata. Più tardi l'amministrazione comunale collocò un abbeveratoio nella piazza, ed un altro in Piano Santa Maria.
L'area venne dapprima denominata Piazza del Progresso, in quanto si trovava al centro di una zona in piena espansione.
Nel 1903, dopo l'attentato anarchico che costò la vita ad Umberto I, fu intitolata allo stesso, ma con l'avvento della Repubblica, nel 1946, prese il nome attuale.
Dal 1922 al 1946 la piazza fu utilizzata come campo di calcio poiché era l'unica grande area disponibile per svolgere l'attività calcistica.
Negli anni sessanta è stata asfaltata, ed è stata costruita l'autostazionecon le due pensiline; nello stesso periodo è stata sistemata la villa, creandovi delle aiuole, mettendo degli alberi, fiori e panchine.
Nel I centenario garibaldino (1860) erano stati collocati due busti marmorei dei fratelli Stefano e Giuseppe Triolo, che presero parte ai moti rivoluzionari e all'impresa di Giuseppe Garibaldi: tali opere, realizzate dallo scultore alcamese Giuseppe Bambina, furono poi rimosse a causa dei continui atti vandalici ed attualmente (marzo 2018) si trovano nell'ingresso del Castello dei conti di Modica.

### Descrizione
Piazza della Repubblica si presenta in forma quadrata: sul lato nord predomina il profilo del Castello dei conti di Modica, mentre tutta la parte restante è occupata da abitazioni, negozi ed uffici. Nella villa comunale, ubicata al centro della piazza, ci sono dei vialetti che finiscono in uno spiazzo centrale dove si doveva collocare una fontana; sul lato ovest della villa si trova la stazione degli autobus, restaurata di recente (gennaio-marzo 2018).
Attorno alla villa ci sono le arterie viarie che fanno defluire il traffico veicolare verso Piazza Bagolino e verso Viale Europa (attraverso Via Maria Riposo, dove si può ammirare la Chiesa di Santa Maria di Gesù. 
Scendendo per la via Mazzini ci si può immettere in Piazza Ciullo e quindi nel centro storico della città.
Il Teatro Comunale "Cielo d'Alcamo" è situato di fronte all'ingresso principale del castello.